# نعناع ندغي
نعناع ندغي (الاسم العلمي:Mentha saturejoides) (بالإنجليزية: native pennyroyal)‏ هو نوع من النباتات يتبع جنس النعناع من الفصيلة الشفوية.